# なくもんか
『なくもんか』は、2009年11月14日に公開された日本映画である。キャッチコピーは「これは”泣ける喜劇”か”笑える悲劇”か!?」。

## あらすじ
東京の下町、「善人通り商店街」にある「デリカの山ちゃん」は毎日行列のできる人気惣菜店。その店を切り盛りする「二代目山ちゃん」こと祐太は「究極の八方美人」と呼ばれるほどの働き者で親切な男。商店街の住人たちは何か困ったことがあれば祐太に頼み、祐太もいやな顔一つせず口癖の「好きでやってますから」と引き受けていた。
祐太が8歳のときに両親が別れ、父・下井草健太は裕太を連れて昔、働いていた「デリカの山ちゃん」に転がり込んだ。その日のうちに店の売上金を盗み、裕太を置いて失踪する健太。以来、店主夫婦に「なんとな〜く」で我が子同然に育てられた事で、祐太はその恩返しとばかりに一生懸命働き、開店以来継ぎ足してきた秘伝のソースも受け継いで、店主亡き後は頼れる後継者となっていたのである。商店街の人たちからも「なんとな〜く」で可愛がられた事を頼み事を全て引き受ける事で恩返しし続けた結果、裕太は誰からも愛される存在となった。
ある日、10数年前に成人してあっさり出て行った初代店主夫婦の一人娘・徹子がひょっこりと帰ってきた。昔はブクブク太っておりあまり容姿も良くなかったが、プチ整形疑惑があるとはいえ別人のような細身の美人に変貌した徹子は、更に不倫して娘と息子を産んでいた。徹子にすぐにプロポーズする裕太。徹子は、「店の娘と結婚して婿養子になれば、店主として丸く収まるから結婚したいんでしょ？！」と不安でつい祐太を責めるが、祐太は「そんな事はない。だって俺、泥棒の息子だよ？」と徹子をなだめ、指輪を渡し、めでたく結婚することになった。
結婚に際し初めて戸籍を見て、裕太は両親が離婚していなかった事と、別れた直後に生まれた弟の存在を知る。弟はテレビで大人気のイケメン兄弟お笑い芸人、「金城ブラザーズ」の祐介であった。無邪気に弟との対面を喜ぶ祐太であったが、祐介は大介という先輩若手芸人と「兄弟」と嘘の経歴でコンビを結成して以来その出生をひた隠しにしていたため、本物の兄の出現を素直に喜べない。その上、大介が書いた少年時代の嘘のエッセイは映画化され大ヒットしていた。
祐介は「デリカの山ちゃん」を訪れ、祐太を「下町のしがないハムカツ屋」とバカにする。裕太は言い返せないが徹子は怒り「私はあんたで笑った事はない。兄さんを笑わせてみろ、得意の一発ギャグでさ」と煽り、祐介はギャグを披露するが、あまりのつまらなさに祐太も硬直する。
逃げようとした祐介に徹子は「バカにした山ちゃんのハムカツを食べて、どっちがうすら寒いか試してみろ」と迫り、裕太にハムカツを作らせる。しかし、裕太の代も加えて40年間、継ぎ足して来た秘伝のソースが無い事に気付く夫婦。すると娘の静花が、「弟の徹平が、ハムカツのソースが臭いといじめられてるから捨てた」と言い、徹子は叱るが静花は「ソースなんてなんでも良いじゃん！」と学校給食のソースの小袋を投げつける。祐太と徹子がショックを受けている後ろで祐介がハムカツを食べ、「ハムカツが美味い ソースも美味い」と泣いて感動する。試しに食べた徹子もソースを絶賛。ソースを切り替えた『デリカの山ちゃん』は更に繁盛する。
そんな中、祐太は警察から空き巣の疑いをかけられる。祐太が宅配サービスで出入りし、頼まれて貯金を代わりに降ろしたりしていた老人宅が被害にあったのだ。「やはり泥棒の息子だ」と近所の親しい人たちからも疑いの目を向けられ、悲しむ裕太。
空き巣の真犯人は間もなく逮捕されたが、その頃から徹子は祐太の不思議な行動に気付く。日曜の夜になると祐太は疲れ切り、がっくりと肩を落としてどこかへ出かけて行く。月曜の朝に始発で帰って来ると、またいつもの「元気で明るく八方美人な山ちゃん」に戻るのだ。徹子は「どこかに充電する特殊な場所があるのか？」と疑ったが、真相は確かめられなかった。
その頃、失踪していた裕太たちの父・健太が前触れもなく現れた。戸惑い反発しつつも父として向き合おうとする裕太と祐介。だが、健太は祐介の秘密を週刊誌に売って姿を消した。「金城ブラザーズ」の兄弟詐称疑惑はマスコミで大きく報じられ、謹慎を余儀なくされる祐介たち。
日曜の夜に元気なく出かけて行く裕太を見かけ、跡をつける娘の静花。裕太は女裝し、下ネタを連発する騒がしい“ゆうこ”としてバーで働いて息抜きしていたのだ。徹子には秘密にしてくれと頼む裕太に、家族揃っての沖縄旅行をねだる静花。
沖縄で裕太一家が訪れたエコが主題のイベントには、ゲストとして「金城ブラザーズ」も呼ばれていた。イベントは生中継され、復帰をかけた大事な舞台だったが、当日に失踪してしまう相方の大介。彼は、人気があり復帰が確実な祐介に嫉妬し、コンプレックスに押し潰されたのだ。その上、このイベントの最高責任者である環境大臣は、徹子の不倫相手で静花と徹平の父親だった。静花が沖縄に行きたいと言ったのは、実の父親と会うためだったのだ。
大介に去られ、ピン(単独)で舞台に立つ不安から、思わず裕太に電話して弱音を吐く祐介。祐介は助けてやりたいが大臣と面会したり徹平が迷子になったりとテンテコマイの裕太。だが、舞台で一発芸が全く受けず立ち尽くす祐介を見た裕太は、徹子に秘密を知られる事を覚悟して、オカマの“ゆうこ”として舞台に立ち、祐介との下ネタの掛け合いで会場を沸かせた。
本当の父親と束の間の再会を果たし、こんな形でしか会えないことを悲しむ子供たち。だが、気を取り直した子供たちは、優しい裕太に「お父さん！」と呼びかけ、駆け寄って行った。下町の「デリカの山ちゃん」は、それからも繁盛を続けた。

## キャスト
- 下井草祐太：阿部サダヲ

「デリカの山ちゃん」の2代目。バカがつくほど親切で、働き者。誰にでも自ら挨拶をして商店街では知らぬ者がいないほど人気者。困っている人の頼み事はなんでも聞く。喋り方が落語家っぽく何処と無くぎこちないが、いつも笑顔。父親が初代山ちゃんと友人で「住み込みで働く」と言ったその日に店の金を盗み、祐太を置いて蒸発。祐太はずっと「泥棒の息子」である事に罪を感じ、捨てられないために周囲に尽くし、ついには初代山ちゃんに2代目を託された。2代目だが、血の繋がりはない。子供の頃からいつも家では泣かず、神社の下に隠してある母親の絵を見て隠れて泣いていた。それは「あくまで自分はこの家の子供じゃない」という気持ちで我慢していたからだった。いつも笑顔なのは「不満な顔をしたら捨てられてしまう」という恐怖心が染み付いていたからだった。気を使う性格で、祐介が「兄さん」と呼ばないため、無意識に「他人」と認識しており、実の父親と祐介と家族ですき焼きをした際に、祐介が買って来た肉は食べずに野菜ばかり食べていた。不倫で子供を2人作って戻って来た徹子と結婚し、二児の父親となる。そして、結婚をきっかけに弟の存在、父の存在を知る。
- 金城祐介：瑛太
- 徹子：竹内結子

祐太の妻。シングルマザーで不倫の末に子供を二人出産した。10数年間音信不通だったが突然帰宅し、祐太からプロポーズを受けた。最初は祐太が「家を継いで娘と結婚すれば本当に山ちゃんになれるからではないか？」と自分の過去のことをレポートにして祐太に見せて聞かせたが、祐太が「そんな事どうだっていい」と言われ「好きだと言われてないから不安」と言うと、祐太に「好きだ」と言われてプロポーズを受けて結婚した。「何か裏があるのではないか？」と言われていたが、祐介が祐太を侮辱したところ手のつけられないほど激怒し、祐介のサングラスを毟り取り、左足で背中を蹴り飛ばし「ハムカツ、食べていけ」と発した。祐太の事を馬鹿にはするが、小さい頃から「祐太兄ちゃん」と呼び、恋をしていたため、結婚する事自体は嫌ではなくむしろ嬉しかった。結婚後、祐太のことは「山ちゃん」と呼び、祐太からは「てっちゃん」と呼ばれている。子供の頃から祐太と一緒だったため、祐太の性格はよく知っており、結婚生活を送るうちにさらに思い出して立派な妻になっていく。エコロジーに関してはやたらうるさい。
- 金城大介：塚本高史

金城ブラザーズの兄役。イケメンである弟役の祐介が一人で売れていくことに不安を持ち、間接的に祐介に脅しをかけたり、兄弟の偽の自伝を出版したりしている。偽の自伝には「貧乏」「子供」「子犬」と泣けるわざとらしいものばかり並べている。
- トシちゃん：皆川猿時

祐太の幼なじみで同じ商店街で働いている。祐太が純粋でお人好しであることを知っている。足の悪い母がおり、祐太がお年玉を貯めて母にスケボーをプレゼントした話をする。
- みどり：片桐はいり

「山ちゃん」のパート。祐太を「店長」と呼び、トシちゃん以上に祐太を信頼し、仕事に誇りを持っている。祐太と同じくハイテンションだが、どこかロボットっぽい。祐太が強盗犯と間違われた際には唯一最初から犯人ではないと思っていた。
- 下井草祐子：鈴木砂羽
- 山岸正徳：カンニング竹山

「山ちゃん」の先代亭主。すでに他界している。祐太・祐介の父の友人で金を盗まれ、おまけに祐太まで置いていかれ、なんとなくで祐太を可愛がると期待以上に働き、恩を返した祐太に店を継がせた。
- 静花：山口愛
- 徹平：谷端奏人
- 桜井：高橋ジョージ
- 桂谷壮一郎：陣内孝則（特別出演）
- ボーダーシャツの男：藤村俊二（友情出演）
- 中やん：小倉一郎
- 野口夫人：市川千恵子
- 加々美昌弘：光石研
- 下井草健太：伊原剛志（友情出演）
- 山岸安江：いしだあゆみ

先代「山ちゃん」亭主の妻。認知症で祐太を夫の山ちゃんと勘違いしている。祐太に「山ちゃんは先にお迎えが来たんですよ」と言われると泣き出すため、祐太が先代の山ちゃんが愛用していたメガネをかけて真似をすると安心して「抱っこして」と甘える。やたらタモリに詳しい。手編みのセーターを作るのが上手い。祐太が実の父親を罵倒した際にお盆で祐太の頭を叩いて「親になんて事いうの！謝りなさい！」と注意した。祐太のことは実の子供だと思って育てていた。徐々に認知症が緩和していく。
- 祐太（中学時代）：冨田佳輔
- 祐介（幼少時）：加藤清史郎
- 刑事Ａ：橋本じゅん
- 刑事Ｂ：小林正寛
- ライブの客：西尾由佳理（日本テレビアナウンサー）
- サンドラッグのバイト店員：吉田羊

## スタッフ
- 脚本 - 宮藤官九郎
- 監督 - 水田伸生
- 撮影 - 中山光一
- 音楽 - 岩代太郎
- 美術 - 清水剛
- 照明 - 市川徳充
- 録音 - 鶴巻仁
- 編集 - 平澤政吾
- 音響効果 - 柴崎憲治
- 装飾 - うてなまさたか
- 監督補 - 相沢淳
- 助監督 - 蔵方政俊
- 製作担当 - 近藤博
- プロデューサー - 飯沼伸之、清水啓太郎
- VFXスーパーバイザー - 小田一生
- 主題歌 - いきものがかり「なくもんか」（EPICレコードジャパン）
- 挿入曲 - TMN「WILD HEAVEN」（EPICレコードジャパン）
- 製作 - 2009「なくもんか」製作委員会（日本テレビ放送網、東宝、バップ、讀賣テレビ放送、D.N.ドリームパートナーズ、大人計画、ビーワイルド、札幌テレビ放送、宮城テレビ放送、静岡第一テレビ、中京テレビ放送、広島テレビ放送、福岡放送）

## コラボCM
ワーナー・マイカル・シネマズとのコラボレーションとして阿部出演で『MYCALワーナーくもんか ホットドッグキャンペーン』CMが上映された。

## その他
・舞台となる善人通り商店街とハムカツ山ちゃんの家は東宝スタジオの特大ステージに建てられたセットである。当初はロケーションで考えられていたが、時間や天候の都合を考えるとセット撮影が最適であると判断された。スタッフは都内や近郊の大小様々な商店街を回り理想の商店街を作り出した。参考になった商店街は武蔵小山、戸越銀座、砂町銀座、横浜六角橋など。またリアリティを出すために敢えて既存の店舗(薬局やコインパーキングなど)の見慣れた看板を取り入れたり、傾斜のある坂を作ったりした。さらにセットの奥にはミニチュアを作り遠近法を用いた事で奥行き感がさらにリアリティが演出された。
・出演者の塚本やカンニング竹山らの出演料約640万円の支払いが未払いだとして所属事務所のサンミュージックが製作会社ビーワイルドに対して出演料を求め東京地裁に提訴、2010年3月19日に開かれた口頭弁論でサンミュージック側の請求をビーワイルドがすべて受け入れる「認諾」の手続きを取り、終結した。この件で塚本の出演料が546万円、竹山が31万5千円で契約した事が明らかになった。
・2011年3月11日に『金曜ロードショー』で放映する予定だったが、当日に発生した東北地方太平洋沖地震（東日本大震災）の緊急特番に差し替えとなった。そのため、同年4月1日の『金曜ロードショー』で改めて放送された。